# Krikor Bedros Ghabroyan
Krikor (Řehoř) Bedros (Petr) XX. Ghabroyan, I.C.P.B. (15. listopadu 1934 Aleppo – 25. května 2021 Bejrút) byl duchovní arménské katolické církve. Od roku 2015 byl jejím patriarchou s oficiálním titulem Arménský patriarcha kilíkijský.